# Église Notre-Dame de Bellecombe
L'église Notre Dame de Bellecombe, édifice affecté au culte catholique, est située dans le 6e arrondissement de Lyon, au 57 rue d'Inkermann dans le quartier de Bellecombe.

## Contexte
Avant la construction de Notre-Dame de Bellecombe, les paroissiens du quartier, des ouvriers pauvres pour la plupart, devaient se rendre à l'église Sainte-Anne de Baraban, église aujourd'hui détruite et remplacée par l'église du Sacré-Cœur de Lyon. Les catholiques les plus actifs demandèrent longtemps en vain que les autorités prennent en charge l'édification d'un lieu de culte plus proche, mais sans résultat. Ce sont finalement les dons de la famille Serre en 1885 qui permirent de couvrir l'achat du terrain et les frais de construction. Une plaque commémore ce don dans la chapelle de droite. Les paroissiens constituèrent une association pour faire construire l'église, ce qui fait que l'édifice ne tombe pas sous le coup des lois d'expropriation des édifices religieux.

## Histoire de la construction
L'église est construite de 1886 à 1897. Les vitraux, datés de 1901, sont de Pasquier-Sarrazin ; la même année, un orgue Merklin est installé.

## Description
De style néogothique, l'église n'a qu'une seule porte sur la façade, entourée de deux fenêtres lancéolées et surmontée d'une rosace. 
L'église est pourvue de deux chapelles latérales, celle de gauche contenant une statue de Saint Joseph réalisée par Cartex.
L'orgue est de Charles Michel Merklin.

Composition : Tirasse ll, Tirasse I, Appel l, Anche l, Anche ll, ll/l, tremolo 
| Grand orgue      | Grand orgue | Récit                | Récit  | Pédale      | Pédale |
| ---------------- | ----------- | -------------------- | ------ | ----------- | ------ |
| Montre           | 8'          | Larigot              | 1' 1/3 | Bourdon     | 8'     |
| Prestant         | 4'          | Flûte à cheminées    | 8'     | Contrebasse | 16'    |
| Fourniture       | III rangs   | Trompette harmonique | 8'     | Flûte       | 8'     |
| Trompette        | 8'          | Voix céleste         | 8'     | Soubasse    | 16'    |
| Clairon          | 4'          | Basson-hautbois      | 8'     |             |        |
| Flûte harmonique | 8'          | Viole de gambe       | 8'     |             |        |
| Flûte            | 4'          | Doublette            | 2'     |             |        |
| Salicional       | 8'          | Flûte                | 4'     |             |        |
| Bourdon          | 8'          |                      |        |             |        |
| Bourdon          | 16'         |                      |        |             |        |

Le clocher haut et fin est visible d'assez loin. Il n'est pas doté de croix sommitale, mais est assez fourni en gargouilles. Il devait initialement être situé sur la façade, mais les autorités anticléricales de la préfecture l'interdirent et obligèrent l'architecte à modifier ses plans en cours d'édification pour le placer à l'extrémité est de l'église. 
Les vitraux de Pasquier-Sarrazin retracent la vie du Christ.